# Salamanca
 For alternative betydninger, se Salamanca (flertydig). (Se også artikler, som begynder med Salamanca)
Salamanca er en by i det centrale Spanien og hovedstad i provinsen Salamanca. Byen har et indbyggertal på 144.866 (2024). Byens universitet blev grundlagt i 1218.
I byen ligger Universidad de Salamanca, der blev grundlagt i 1218. Den gamle delaf byen blev erklæret som UNESCO verdensarv i 1988.